# Willem Bruynzeel

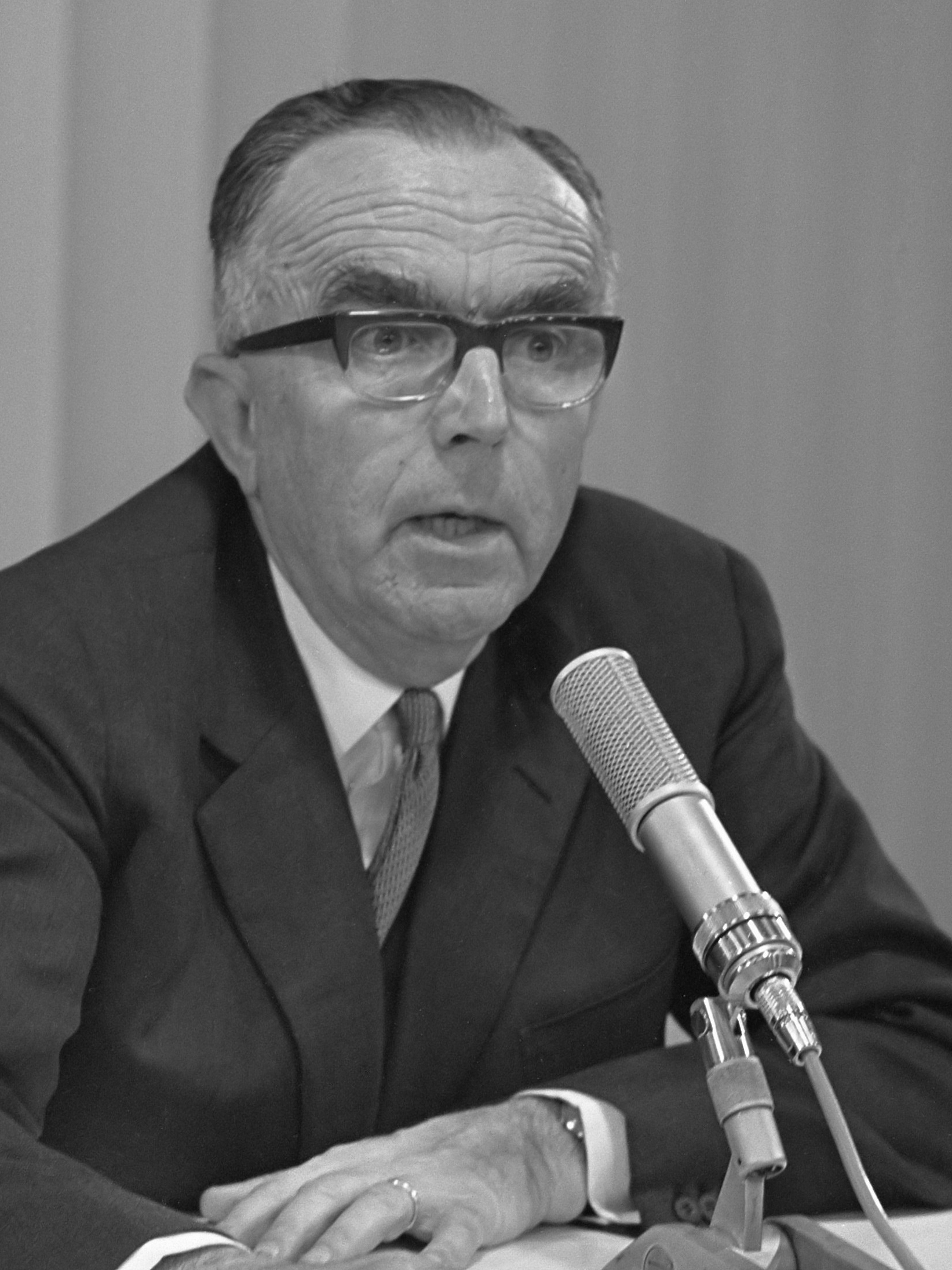
Willem Bruynzeel in 1968

Willem Bruynzeel  (Rotterdam, 2 maart 1901 – Zaandam, 4 januari 1978) was een Nederlands ondernemer. Hij was directeur van N.V. Bruynzeel’s Vloerenfabriek N.V., Bruynzeel's Schaverij N.V., Bruynzeel Suriname Houtmaatschappij, en N.V. Bruynzeel's Fineer-fabriek te Zaandam.

## Privéleven
Zijn ouders waren Cornelis Bruynzeel Sr. en Antoinette Lels. Hij was gehuwd met Aleida Talma, dochter van Mr. Dr. Dirk Talma, directeur van het Departement van Financiën te Batavia, later president van het algemeen syndicaat van Suikerfabrieken in Nederlands-Indië te Soerabaja en Neeltje Jacoba van Hattem. Zij schonk hem op 28 september 1929 twee dochters: Nelly en Aleida.

## Loopbaan
Bruynzeel bezocht het lyceum te ’s-Gravenhage, kreeg daarna privaat-lessen en een bouwkundige opleiding bij een architect. Op 18-jarige leeftijd vertrok hij naar Joegoslavië, waar hij in de bossen en op een zagerij werkte. Hij verscheepte daar tevens een partij hout van de firma, die door de oorlog en de revolutie opgehouden was. Daarna reisde hij naar Amerika, met 80 gulden reisgeld op zak. Hij werkte als arbeider in verschillende houtbewerkingsbedrijven en keerde in 1922, na met het geld dat hij had verdiend geheel Noord-Amerika bereisd te hebben, naar Nederland terug. 
Daarna maakte hij een studiereis naar Zweden en Finland, waarna hij zelfstandig begon met een schaverij, namelijk Bruynzeel's Schaverij N.V. In 1925 werd hij benoemd tot directeur van de Bruynzeel's Vloerenfabriek, Schaverij, Zagerij en houthandel te Rotterdam, welk bedrijf het jaar daarop naar Zaandam verplaatst werd. In 1935 werd hij wederom directeur van Bruynzeel’s Schaverij N.V. 
In juli 1937 maakte Bruynzeel een studiereis naar Duitsland, Polen en Amerika. Na zijn terugkomst richtte hij de Fineerfabriek op, de eerste in Nederland. In 1947 stichtte hij de Bruynzeel Suriname Houtmaatschappij. Hij was commissaris van verschillende bedrijven. Bovendien was hij commissaris van Verkade’s Fabrieken N.V. te Zaandam, en van Zwaardemakers Handel & Industrie N.V. te Zaandam.
- Biografisch Portaal: 05687137
- Nederlandse Thesaurus van Auteursnamen: 070032718
- Virtual International Authority File: 288327890
- WorldCat: E39PBJtWYB4H3yBHgdxrgYgxjC